# 썩덩나무노린재
썩덩나무노린재(영어: brown marmorated stink bug)는 노린재과 노린재아과 썩덩나무노린재속에 딸린 곤충의 일종이다. 한국, 중국, 일본을 비롯한 아시아 일대에 서식한다. 1998년 9월 미국 펜실베이니아주 앨런타운시에서 발견되었는데, 사고로 유입된 것으로 여겨진다. 유충과 성충 모두 갈색이며, 각종 농작물을 비롯한 100종 이상의 식물을 먹이로 삼는다. 2010년대 들어서는 미국 동부의 과수원에까지 위명을 떨치는 해충이 되었다. 2010년 기준 미국 대서양 중부 지역에서 이놈 때문에 사과농가에 3700만 불의 손실이 발생했고, 일부 핵과 농가에서는 작물의 90%를 잃었다. 현재 북미 곳곳에 완전히 터를 잡았고, 최근에는 유럽과 남미에도 유입되었다.

## 같이 보기
- 노린재과